# Saint-Privat (Corrèze)
Saint-Privat település Franciaországban, Corrèze megyében. Lakosainak száma 1038 fő (2022. január 1.). Saint-Privat Darazac, Saint-Cirgues-la-Loutre, Saint-Geniez-ô-Merle, Saint-Julien-aux-Bois és Servières-le-Château községekkel határos.

## Népesség
A település népessége az elmúlt években az alábbi módon változott:
| Lakosok száma | 1019 | 1167 | 1126 | 1105 | 1092 | 1085 | 1075 | 1056 | 1047 | 1038 |
|               | 1968 | 1982 | 1990 | 2006 | 2013 | 2015 | 2017 | 2019 | 2020 | 2022 |